# エチゴツルキジムシロ
エチゴツルキジムシロ（越後蔓雉子筵、学名：Potentilla toyamensis）は、バラ科キジムシロ属の多年草。エチゴキジムシロに似るが、走出枝をもつ。

## 特徴
根茎はわずかに伸長し、やや木質化し、太く肥大する。走出枝が3-4本あり、長さ15-75cmになり、小型の3出複葉をまばらにつける。花茎は高さ10-20cmになり、斜上する。根出葉は5小葉からなる羽状複葉で葉柄があり、花期に長さ6-12cm、花後には長さ17-30cmになる。小葉はふつう小葉柄がなく、先端の頂小葉と1対の側小葉は、菱状長楕円形から菱状倒卵形で、花期の長さ1-4cm、幅1-25cm、花後には長さ5-11cm、幅2.5-5.5cmになり、先は鋭頭、縁は鋸歯縁になり、小葉の裏面の葉脈上に毛が生える。下部の1対の小葉は上部のものと比べるとはるかに小さい。根出葉の葉柄は有毛で、葉柄の基部にある托葉は膜質になり、卵形で鋭突頭になる。走出枝につく葉は3出複葉になり、根出葉と比べると小さい。
花期は4-5月。花序は集散状になり、花は黄色で径13-17mmになる。萼片は5個あり、披針形から三角状披針形で、長さ約4mm、幅1.5-2mm、先は鋭頭になり、外側に毛が生える。副萼片も5個あり、三角状披針形で、長さ約4mm、幅葯2mm、先は鋭頭になり、外側に毛が生える。花弁も5個あり、倒卵形から円形で先はわずかに凹頭、長さ6-7mm、幅4-6mmになる。雄蕊は20個あり、葯は卵状楕円形になる。心皮は多数あり、花柱はほぼ糸状になり、やや頂生する。花床には白毛が生える。果実は痩果で多数つき、痩果に毛はない。

## 分布と生育環境
日本固有種。本州の秋田県、山形県、新潟県、富山県、石川県、福井県、京都府、兵庫県にかけた日本海側に分布し、山地のやや日当たりの良い斜面などに生育する。愛知県、岐阜県にも分布する。

## 名前の由来
種小名（種形容語）toyamensis は、「富山産の」の意味。
タイプ標本は、1977年5月に富山県東礪波郡平村（現南砺市）祖山で採集されたもの。

## 分類
同属のキジムシロ P. fragarioides は、根出葉が羽状複葉であるが小葉は7-11個ある。走出枝はない。エチゴキジムシロ P. togasii は、根出葉が羽状複葉で小葉が5個で下側の1対が極端に小さい。走出枝はない。ツルキジムシロ P. stolonifera は、2-14本の走出枝をもち、根出葉が羽状複葉で小葉が7-9個ある。

## ギャラリー

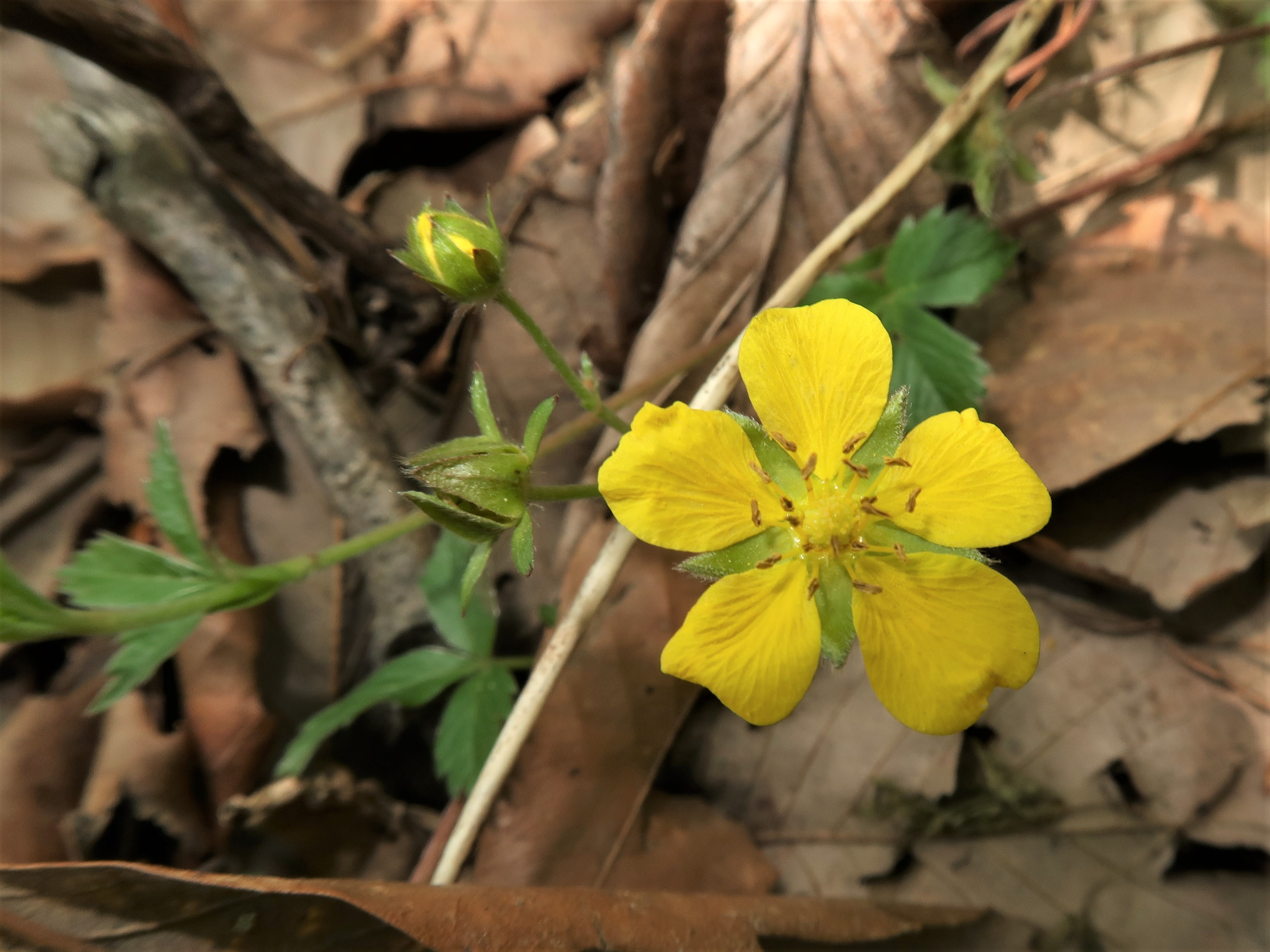
花は黄色で5弁花。倒卵形から円形で先はわずかに凹頭。
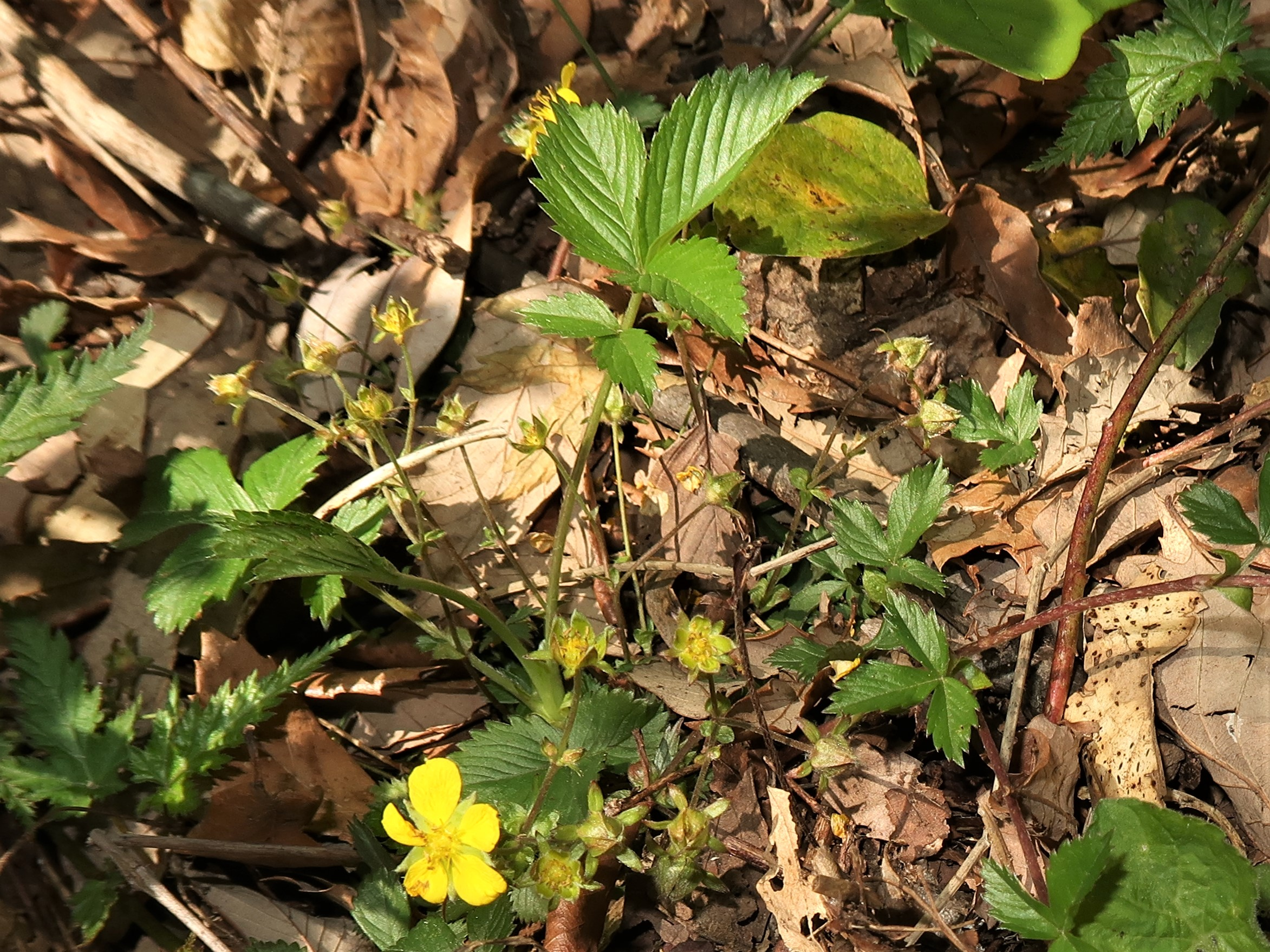
根出葉は羽状複葉で小葉が5個あり、下側の1対が小さい。
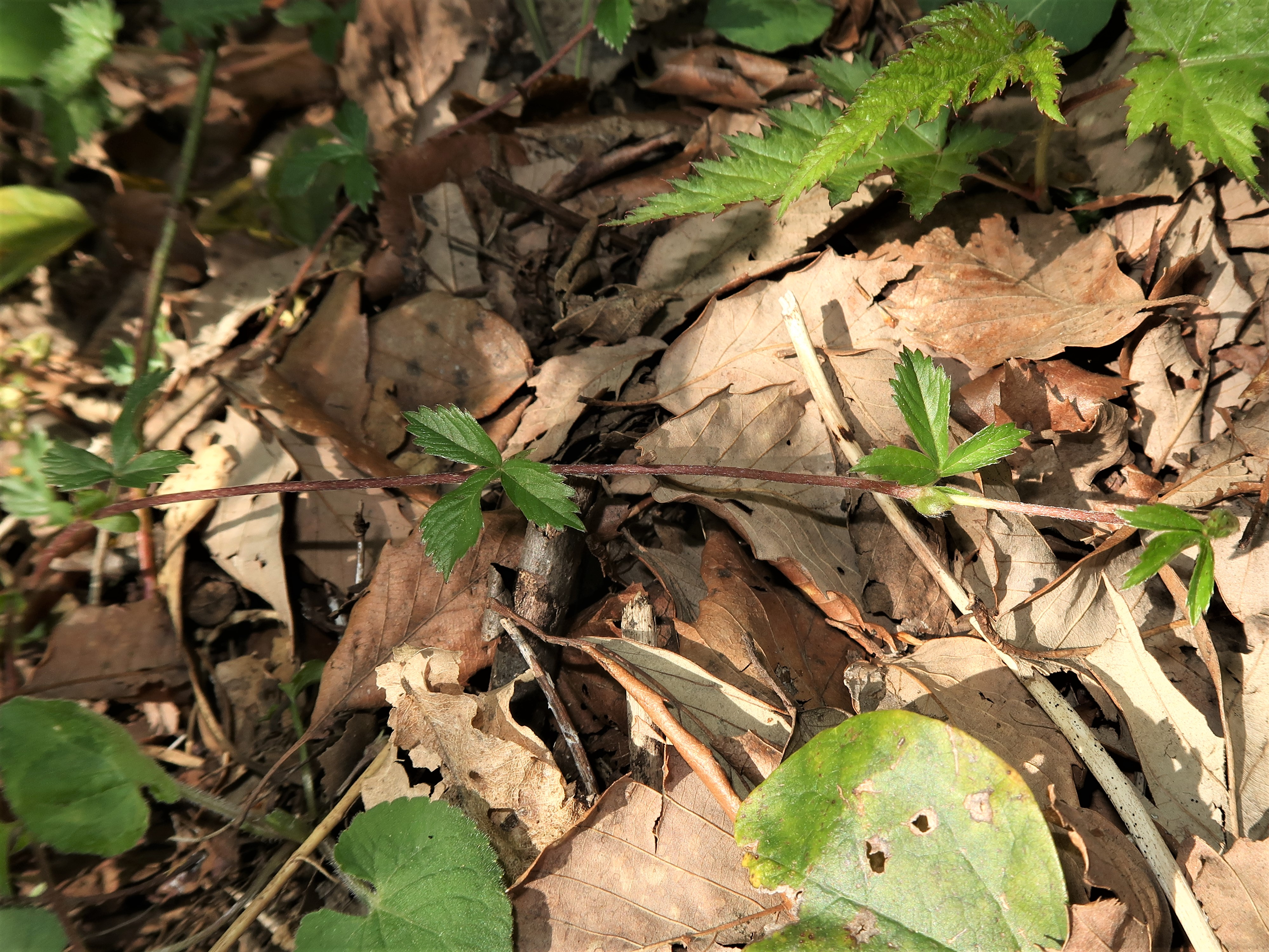
走出枝があり、小型の3出複葉をまばらにつける。
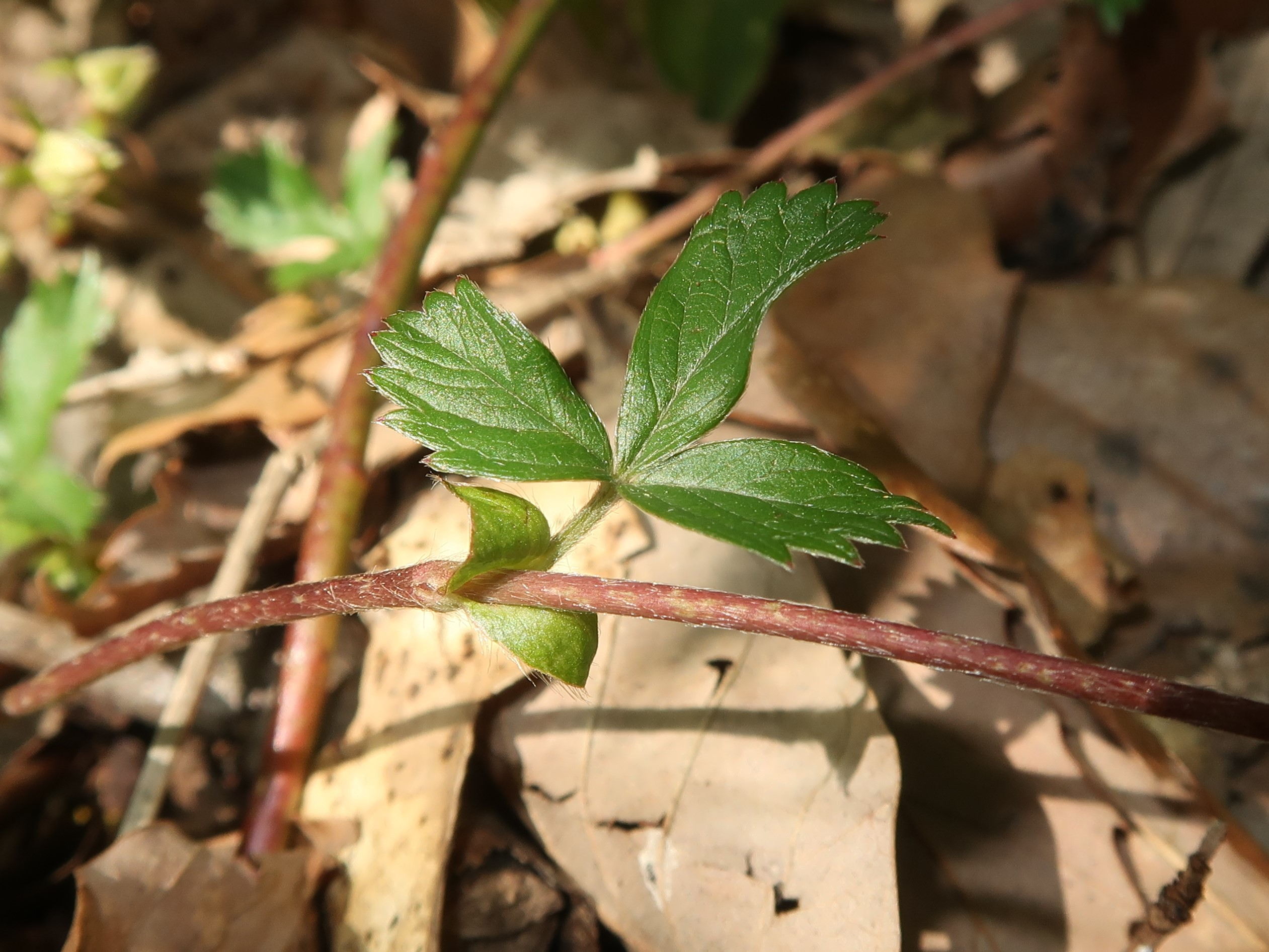
走出枝につく葉に短い葉柄がり、基部は膜質の托葉がある。